# Users
users – uniksowe polecenie wypisujące aktualnie zalogowanych użytkowników. W systemie GNU ten program jest w pakiecie GNU Coreutils.

## Składnia polecenia
```
     users [[--help|--version] | [nazwa_użytkownika]]
```

- Opcja help służy do wyświetlenia pomocy polecenia.
- Opcja version wyświetli numer wersji polecenia.

## Przykład
```
     $ users
     user1 user2 root janek jimbo
```

## Inne polecenia do zarządzania użytkownikami
- useradd – polecenie służące do dodawania nowych kont użytkowników.
- usermod – polecenie służące do modyfikacji kont użytkowników.
- userdel – polecenie służące do usuwania kont użytkowników.
- passwd – polecenie służące do zmiany hasła do kont użytkowników.
- groupadd – polecenie służące do dodawania grup.
- groupmod – polecenie służące do modyfikacji grup.
- groupdel – polecenie służące do usuwania grup.